# Gräsrotsrörelse
För andra betydelser, se Gräsrot
En gräsrotsrörelse eller gräsrotsorganisationer är en politisk folkrörelse eller organisation som utgår ifrån och drivs av medlemmar bland befolkningen i ett visst område. Gräsrotsrörelser använder sig av kollektiva åtgärder på lokal nivå för att skapa förändringar på lokal, regional, nationell eller internationell nivå.
Gräsrotsrörelser förknippas med aktivism och idéer om deltagardemokrati och att beslutsfattande ska röra sig nerifrån och upp i organisationen, istället för tvärtom. Genom självorganisering uppmuntrar gräsrotsrörelser medborgare att bidra genom att ta ansvar och agera för (lokal)samhället. Olika rörelser använder sig av olika strategier, som insamlingar, registrering av väljare, medvetandegöra kring specifika politiska frågor eller uppmuntra till politisk diskussion i allmänhet.
Målen för olika rörelser varierar, men en röd tråd inom gräsrotsrörelserna är fokuset på att öka "vanligt folks" medverkan inom politiken. Rörelserna kan börja smått på en lokal nivå men kan växa till nationella eller internationella rörelser och manifestationer.